# 호리이 유지
호리이 유지(일본어: 堀井 雄二, 1954년 1월 6일~)는 일본의 비디오 게임 디자이너이다. 《드래곤 퀘스트》 롤플레잉 비디오 게임 시리즈를 기획한 것으로 유명하며, 그 외 《크로노 트리거》를 감독하고 비주얼 노블 《포토피아 연쇄살인사건》의 시나리오를 집필했다.

## 생애
호리이는 1954년 1월 6일 일본 아와지섬에서 태어났다.

## 작품
| 연도 | 제목                                                      | 역할                              |
| ---- | --------------------------------------------------------- | --------------------------------- |
| 1983 | 러브 매치 테니스                                          | 게임 디자인, 프로그래머           |
| 1983 | 포토피아 연쇄살인사건                                     | 게임 디자인, 프로그래머, 시나리오 |
| 1984 | 홋카이도 연쇄살인: 오호츠크해로 사라지다                  | 게임 디자인, 시나리오             |
| 1985 | 카루이자와 유괴안내                                       | 게임 디자인, 프로그래머, 시나리오 |
| 1986 | 드래곤 퀘스트                                             | 게임 디자인, 시나리오             |
| 1987 | 드래곤 퀘스트 II: 악령의 신들                             | 게임 디자인, 시나리오             |
| 1988 | 드래곤 퀘스트 III: 전설의 시작                            | 게임 디자인, 시나리오             |
| 1990 | 드래곤 퀘스트 IV: 인도받은 자들                           | 게임 디자인, 시나리오             |
| 1991 | 이타다키 스트리트: 우리 가게에 한번 들러                  | 게임 디자인                       |
| 1991 | 패미컴 점프 II: 최강의 7인                                | 시나리오 감독                     |
| 1992 | 드래곤 퀘스트 V: 천공의 신부                              | 게임 디자인, 시나리오             |
| 1994 | 이타다키 스트리트 2                                       | 게임 디자인                       |
| 1995 | 크로노 트리거                                             | 감독                              |
| 1995 | 드래곤 퀘스트 VI: 몽환의 대지                             | 게임 디자인, 시나리오             |
| 1998 | 이타다키 스트리트: 고저스 킹                              | 게임 디자인, 시나리오             |
| 1998 | 드래곤 퀘스트 몬스터즈                                    | 기획책임자, 게임 디자인, 시나리오 |
| 2000 | 드래곤 퀘스트 VII: 에덴의 전사들                          | 게임 디자인, 시나리오             |
| 2001 | 드래곤 퀘스트 몬스터즈 2                                  | 기획책임자, 게임 디자인, 시나리오 |
| 2002 | 이타다키 스트리트 3                                       | 본기획, 감독                      |
| 2002 | 드래곤 퀘스트 캐릭터즈 토르네코의 대모험 3: 불가사의 던전 | 감독                              |
| 2003 | 드래곤 퀘스트 몬스터즈: 카라반 하트                       | 제작책임자                        |
| 2003 | 슬라임 모리모리 드래곤 퀘스트                             | 제작책임자                        |
| 2004 | 드래곤 퀘스트 VIII: 하늘과 바다와 땅과 저주받은 공주      | 게임 디자인, 시나리오             |
| 2004 | 이타다키 스트리트 스페셜                                  | 본기획, 감독                      |
| 2005 | 슬라임 모리모리 드래곤 퀘스트 2                           | 제작책임자                        |
| 2006 | 이타다키 스트리트 포터블                                  | 본기획, 감독                      |
| 2006 | 드래곤 퀘스트: 소년 얀가스와 불가사의 던전                | 총괄기획                          |
| 2006 | 드래곤 퀘스트 몬스터즈: 조커                              | 총괄기획, 게임 디자인, 시나리오   |
| 2007 | 이타다키 스트리트 DS                                      | 게임 디자인                       |
| 2007 | 드래곤 퀘스트 소즈                                        | 총괄기획, 게임 디자인, 시나리오   |
| 2009 | 드래곤 퀘스트 IX: 별하늘의 수호자                         | 게임 디자인, 시나리오             |
| 2010 | 드래곤 퀘스트 몬스터즈: 조커 2                            | 총괄기획                          |
| 2011 | 슬라임 모리모리 드래곤 퀘스트 3                           | 총괄기획                          |
| 2011 | 포춘 스트리트                                             | 게임 디자인                       |
| 2012 | 드래곤 퀘스트 X                                           | 총괄기획, 게임 디자인, 시나리오   |
| 2015 | 드래곤 퀘스트 히어로즈                                    | 총괄기획                          |
| 2015 | 시어리듬 드래곤 퀘스트                                    | 총괄기획                          |
| 2016 | 드래곤 퀘스트 빌더즈                                      | 총괄기획                          |
| 2016 | 드래곤 퀘스트 몬스터즈: 조커 3                            | 총괄기획                          |
| 2016 | 드래곤 퀘스트 히어로즈 II                                 | 총괄기획                          |
| 2017 | 드래곤 퀘스트 XI: 지나간 시간을 찾아서                    | 게임 디자인, 시나리오             |
| 2018 | 드래곤 퀘스트 빌더즈 2                                    | 총괄기획                          |
| 2018 | 슈퍼 스매시 브라더스 얼티밋                               | 원작 감독                         |
| 2019 | 드래곤 퀘스트 워크                                        | 총괄기획                          |
| 2022 | 드래곤 퀘스트 트레저스                                    | 총괄기획                          |
| TBA  | 드래곤 퀘스트 XII                                         | 게임 디자인, 시나리오             |